# 껌파
껌파(베트남어: Thành Phố Cẩm Phả / 城舖錦普)는 베트남 동북부 지역 꽝닌성의 2급 성직할시이다. 2012년 2월 현(Huyện, 縣)에서 시로 승격되었다. 2012년 2월을 기준으로 인구는 195,800명이며, 면적은 486 km2이다. 껌파에는 동남아시아 최대의 탄광이 있고, 거의 1세기 동안 시추가 계속되고 있다. 1959년 3월에 탄광을 그린 특별 우표가 발행되었다. 지금도 석탄은 껌파 경제의 기초를 이룬다. 다른 산업으로는 채석과 라임 재배, 항만, 농업, 임업, 어업이 있다.
껌파에는 불교 사찰인 끄옹 사(Cửa Ông), 원숭이 섬으로 불리는 제우 섬(Rều Island), 테방 섬, 붕룩 유적지(Vũng Đục) 그리고 항하인 동굴 등의 볼거리가 있다.

## 행정구역
껌파시에는 13개의 방(坊)과 3개의 사(社)가 있다.

### 방
- 꽝하인 (Quang Hanh / 光亨)
- 껌탁 (Cẩm Thạch / 錦石)
- 껌투이 (Cẩm Thuỷ / 錦水)
- 껌쭝 (Cẩm Trung / 錦中)
- 껌타인 (Cẩm Thành / 錦成)
- 껌떠이 (Cẩm Tây / 錦西)
- 껌빙 (Cẩm Bình / 錦平)
- 껌돔 (Cẩm Ðông / 錦東)
- 껌선 (Cẩm Sơn / 錦山)
- 껌푸 (Cẩm Phú / 錦富)
- 껌팅 (Cẩm Thịnh / 錦盛)
- 끄어옹 (Cửa Ông / 𨷶翁)
- 몽즈엉 (Mông Dương / 蒙揚)

### 사
- - 즈엉후이 (Dương Huy / 揚輝)
  - 꽁화 (Cộng Hoà / 共和)
  - 껌하이 (Cẩm Hải / 錦海)

## 환경
100년 전부터 껌파에서 광업이 시작되었다. 이들 광산에서 900만 m³의 폐수를 배출하고 있고, 가정에서도 800만 m³의 폐수를 쏟아내고 있다. 또 다른 문제는 1969년부터 1974년에 걸쳐 삼림의 황폐화가 일어나 숲 면적의 42%가 감소했다.

## 교통
- 18번 국도

할롱시에서 제오 고개를 관통하여 동쪽의 시로 통한다.
- 번돈 국제공항

베트남 최초의 민간 투자 공항으로 껌파에서 20km 떨어진 번돈현에 위치해 있다.

## 기후
| 껌파시(끄어옹)의 기후              | 껌파시(끄어옹)의 기후 | 껌파시(끄어옹)의 기후 | 껌파시(끄어옹)의 기후 | 껌파시(끄어옹)의 기후 | 껌파시(끄어옹)의 기후 | 껌파시(끄어옹)의 기후 | 껌파시(끄어옹)의 기후 | 껌파시(끄어옹)의 기후 | 껌파시(끄어옹)의 기후 | 껌파시(끄어옹)의 기후 | 껌파시(끄어옹)의 기후 | 껌파시(끄어옹)의 기후 | 껌파시(끄어옹)의 기후 |
| 월                                 | 1월                   | 2월                   | 3월                   | 4월                   | 5월                   | 6월                   | 7월                   | 8월                   | 9월                   | 10월                  | 11월                  | 12월                  | 연간                  |
| ---------------------------------- | --------------------- | --------------------- | --------------------- | --------------------- | --------------------- | --------------------- | --------------------- | --------------------- | --------------------- | --------------------- | --------------------- | --------------------- | --------------------- |
| 역대 최고 기온 °C (°F)             | 28.7 (83.7)           | 29.8 (85.6)           | 33.5 (92.3)           | 33.6 (92.5)           | 35.6 (96.1)           | 37.4 (99.3)           | 38.8 (101.8)          | 36.8 (98.2)           | 35.8 (96.4)           | 34.1 (93.4)           | 32.3 (90.1)           | 29.6 (85.3)           | 38.8 (101.8)          |
| 일평균 최고 기온 °C (°F)           | 18.7 (65.7)           | 18.8 (65.8)           | 21.6 (70.9)           | 26.0 (78.8)           | 30.4 (86.7)           | 31.7 (89.1)           | 32.0 (89.6)           | 31.5 (88.7)           | 30.7 (87.3)           | 28.2 (82.8)           | 24.8 (76.6)           | 21.3 (70.3)           | 26.3 (79.3)           |
| 일일 평균 기온 °C (°F)             | 15.4 (59.7)           | 15.9 (60.6)           | 18.8 (65.8)           | 22.8 (73.0)           | 26.6 (79.9)           | 28.1 (82.6)           | 28.5 (83.3)           | 27.8 (82.0)           | 26.8 (80.2)           | 24.3 (75.7)           | 20.7 (69.3)           | 17.2 (63.0)           | 22.8 (73.0)           |
| 일평균 최저 기온 °C (°F)           | 13.3 (55.9)           | 14.1 (57.4)           | 16.8 (62.2)           | 20.7 (69.3)           | 24.0 (75.2)           | 25.5 (77.9)           | 25.8 (78.4)           | 25.0 (77.0)           | 23.9 (75.0)           | 21.5 (70.7)           | 18.0 (64.4)           | 14.6 (58.3)           | 20.3 (68.5)           |
| 역대 최저 기온 °C (°F)             | 4.6 (40.3)            | 4.7 (40.5)            | 6.0 (42.8)            | 11.1 (52.0)           | 16.8 (62.2)           | 17.9 (64.2)           | 20.9 (69.6)           | 20.5 (68.9)           | 16.6 (61.9)           | 13.3 (55.9)           | 8.2 (46.8)            | 5.0 (41.0)            | 4.6 (40.3)            |
| 평균 강수량 mm (인치)              | 30 (1.2)              | 32 (1.3)              | 48 (1.9)              | 98 (3.9)              | 186 (7.3)             | 307 (12.1)            | 373 (14.7)            | 536 (21.1)            | 346 (13.6)            | 171 (6.7)             | 55 (2.2)              | 18 (0.7)              | 2,200 (86.6)          |
| 평균 강수일수                      | 7.4                   | 11.5                  | 14.1                  | 11.6                  | 11.4                  | 14.8                  | 15.7                  | 18.2                  | 13.2                  | 9.2                   | 5.7                   | 5.3                   | 138.0                 |
| 평균 상대 습도 (%)                 | 81.3                  | 85.8                  | 88.1                  | 86.9                  | 83.2                  | 83.9                  | 83.6                  | 85.3                  | 82.1                  | 78.7                  | 76.8                  | 77.1                  | 82.7                  |
| 평균 월간 일조시간                 | 49                    | 50                    | 49                    | 107                   | 140                   | 161                   | 190                   | 160                   | 186                   | 189                   | 154                   | 122                   | 1,557                 |
| 출처: 베트남 과학 기술 양성 연구소 |                       |                       |                       |                       |                       |                       |                       |                       |                       |                       |                       |                       |                       |